# Gastrochilus arunachalensis
Gastrochilus arunachalensis är en orkidéart som beskrevs av A.Nageswara Rao. Gastrochilus arunachalensis ingår i släktet Gastrochilus och familjen orkidéer.
Artens utbredningsområde är Arunachal Pradesh. Inga underarter finns listade i Catalogue of Life.